# Earl Boen
Earl Boen (ur. 8 sierpnia 1941 w Nowym Jorku, zm. 5 stycznia 2023 na Hawajach) – amerykański aktor. Rozpoznawalność przyniosła mu rola psychologa doktora Petera Silbermana w serii filmów Terminator. 

## Życiorys
Urodził się i dorastał w Nowym Jorku. W latach 1971–1972 występował na scenie Pittsburgh Playhouse w Pittsburghu w spektaklu Lew w zimie. Występował w Center Theatre Group – Ahmanson Theatre w Los Angeles w sztuce George’a Bernarda Shawa Uczeń diabła (1977–1978) w roli majora Swindona i w przedstawieniu Roberta Bolta Oto jest głowa zdrajcy (1978–1979) w roli arcybiskupa Canterbury. 
W Terminatorze zagrał psychologa policyjnego, który był przekonany, że Kyle Reese (Michael Biehn) to obłąkaniec. W Terminatorze 2 zagrał właściciela szpitala psychiatrycznego, w którym trzymana była Sarah Connor (Linda Hamilton), a w Terminator 3 pojawił się w jednej scenie, w której starał się uspokoić i pocieszyć roztrzęsioną Kate Brewster (Claire Danes) zanim wpadł w panikę na widok Terminatora (Arnold Schwarzenegger).
Wystąpił jako pastor rodziny Harperów, wielebny Lloyd Meechum, w sitcomie Mama’s Family, nadawanym w latach 80. Jego postać pojawiła się w wielu odcinkach. Grał również duchownego w serialach: Złotka (The Golden Girls), The Golden Palace, Cudowne lata (The Wonder Years) oraz Three’s Company. Inne filmy w których grał to m.in. Człowiek z dwoma mózgami (The Man with Two Brains, 1983), Obcy przybysze (Alien Nation, 1988), Naga broń 33⅓: Ostateczna zniewaga (Naked Gun 33⅓: The Final Insult, 1994) oraz Gruby i chudszy 2: Rodzina Klumpów (Nutty Professor II: The Klumps, 2000). Boen grał w filmach i serialach głównie role lekarzy.
W 2003, po występie w filmie Terminator 3, Boen zrezygnował z aktorstwa, jednak kontynuował pracę jako aktor głosowy w radiu, kreskówkach oraz grach komputerowych.
W 2022 roku zdiagnozowano u niego raka płuc, w IV stopniu zaawansowania. 

## Filmografia
- Cyrano de Bergerac (1972) jako Le Bret
- Pan Bilion (Mr. Billion, 1977) jako pomocnik pułkownika Winkle’a
- The Fifth Floor (1978) jako Phil
- Wielkie starcie (The Main Event, 1979) jako Nose – Kline
- The Children Nobody Wanted (1981) jako Madden
- Antony and Cleopatra (1983) jako Lepidus
- Być albo nie być (To Be or Not to Be, 1983) jako dr Boyarski
- Człowiek z dwoma mózgami (The Man with Two Brains, 1983) jako dr Conrad
- Getting Physical (1984) jako Byron Waldo
- Terminator (The Terminator, 1984) jako dr Peter Silberman
- Stewardess School (1986) jako pan Adams
- Akcja G.I. Joe (G.I. Joe: The Movie, 1987) jako Taurus (głos)
- Walk Like a Man (1987) jako Jack Mollins
- Going to the Chapel (1988) jako pan Palmer
- Znów mieć 18 lat (18 Again!, 1988) jako ojciec Robin
- Moja macocha jest kosmitką (My Stepmother Is an Alien, 1988) jako Wielebny
- Cudowna mila (Miracle Mile, 1988) jako pijak w lokalu Diner
- Pryde of the X-Men (1989) jako Colossus
- Perry Mason: Trujące pióro (Perry Mason: The Case of the Poisoned Pen, 1990)
- Miłość i polityka (Opposites Attract, 1990) jako profesor Sutton
- Wybraniec śmierci (Marked for Death, 1990) jako dr Stein
- Chopper Chicks in Zombietown (1991) jako Rzeźnik
- Terminator 2: Dzień sądu (Terminator 2: Judgment Day, 1991) jako dr Peter Silberman
- Krzesło (Guilty as Charged, 1991) jako Chemical Manufacturer
- Samantha (1992) jako Lider grupy
- Towarzysz (The Companion, 1994) jako Marty Bailin
- Naga broń 33⅓: Ostateczna zniewaga (Naked Gun 33 1/3: The Final Insult, 1994) jako dr Stuart Eisendrath
- A Pinky & the Brain Christmas Special (1995) jako Święty Mikołaj
- Śmiercionośna skała (Within the Rock, 1996) jako Michael Isaacs
- Dentysta (The Dentist, 1996) jako Marvin Goldblum
- T2 3-D: Battle Across Time (1996) jako dr Peter Silberman
- Na własne ryzyko (Living In Peril, 1997) jako Fingerprint Technician
- Dziwna para II (The Odd couple ii, 1998) jako Fred
- Ali, amerykański bokser (Ali: An American Hero, 2000) jako Howard Cossell
- Gruby i chudszy 2: Rodzina Klumpów (Nutty Professor II: The Klumps, 2000) jako dr Knoll
- Teraz już wiesz (Now You Know, 2002) jako dziadek
- Terminator 3: Bunt maszyn (Terminator 3: Rise of the Machines, 2003) jako dr Peter Silberman
- Terminator: Mroczne przeznaczenie (Terminator: Dark Fate, 2019) jako dr Peter Silberman (materiały archiwalne)